# Pyrausta nanalis
Pyrausta nanalis là một loài bướm đêm trong họ Crambidae.